# Archives départementales du Calvados
Les archives départementales du Calvados sont un service du conseil départemental du Calvados (Normandie, France) situé à Caen.

## Histoire
Les archives départementales sont créées par un décret du 26 juillet 1796. D'abord dans une galerie de l'abbaye aux Hommes, elles sont transférées dans deux salles au premier étage du collège du Mont, qui accueille alors les services de la préfecture. L'institution s'installe ensuite en 1877 dans un nouveau bâtiment construit à cet effet dans le prolongement du nouvel hôtel de préfecture du Calvados, rue Saint-Laurent à Caen après avoir été dans les greniers de la préfecture. Avec ses 3 666 m de rayonnages, les archives du Calvados s'enorgueillissaient d'être l'un des plus beaux bâtiments consacrés aux archives de France[réf. nécessaire]. Une nouvelle annexe doit toutefois être ouverte en 1932 sur le parvis de la collégiale du Saint-Sépulcre de Caen.
Grâce à l'action de René-Norbert Sauvage, et parce qu'aucune bombe ne tombe sur le bâtiment, les archives survivent à la bataille de Caen en 1944. Elles sont déménagées en 1963 dans un nouveau bâtiment construit à partir de 1959 dans la périphérie de la ville sur la route de Lion-sur-Mer, inauguré sous la direction de Marie-Josèphe Le Cacheux. Ce bâtiment est agrandi en 1992 par une deuxième tour de stockage, inaugurée sous la direction d'Elisabeth Gautier-Desvaux. Les deux tours actuelles peuvent conserver 68 kilomètres linéaires. Des travaux de réaménagement et d'accessibilité sont inaugurés en 2019, sous la direction de Julie Deslondes. 

### Les directeurs
- Guillaume-François Quesnot (1795-1806)
- Pierre Grimat (1806-1821)
- Édouard Lemarchand (1821-1854)
- Eugène Chatel (1855-1885)
- Armand Bénet (1885-1905)
- Georges Besnier (1905-1919)
- René-Norbert Sauvage (1919-1949)
- Marie-Josèphe Le Cacheux (1949-1970)
- Gildas Bernard (1970-1979)
- Charles-Henri Lerch (1979-1990)
- Élisabeth Gautier-Desvaux (1990-1992)
- Louis Le Roch' Morgère (1992-2012)
- Julie Deslondes (depuis 2012)

## Fonds

### Ensemble des documents conservés
Avec plus de 60 km linéaires, 608 km de microfilms et 10 000 000 images numériques, les archives du Calvados sont le deuxième service d'archives départementales de France par la quantité de documents conservés.
Les fonds d'Ancien Régime (archives des abbayes et évêchés, de l'Université, de l'Intendance, des justices royales) sont remarquables et ont subi peu de destruction sinon les pertes liées aux guerres de Religion. Les archives du XIXe et XXe siècles qui n'avaient pas été versées en 1944 ont bien entendu parfois été perdues dans les villes bombardées, mais les archives dites « modernes » (1800-1940) et contemporaines restent extrêmement riches, sans compter les très nombreux dépôts faits par les communes du département.
A partir des années 1990, les archives départementales s'enrichissent de nombreux fonds économiques et privés sous l'impulsion de Louis Le Roc'h Morgère, souvent en lien avec la fermeture d'entreprises emblématiques, comme la Société métallurgique de Normandie (SMN) ou Moulinex.

### Les plus anciens documents
Les documents les plus anciens proviennent des fonds de l'abbaye aux Hommes (Saint-Étienne) et sont d'époque anglo-normande. Ils ne sont pas datés, comme c'était la coutume pour les actes des ducs de Normandie, mais les plus anciennes chartes sont de Guillaume le Conquérant, et sont toutes postérieures à la conquête de 1066.

### Accès directs aux archives en ligne
- État des fonds
- Registres paroissiaux et état civil
- Recensements de population
- Registres matricules
- Amirautés et inscription maritime
- Documents iconographiques
- Cadastre et matrices cadastrales
- Archives communales déposées
- Fonds des notaires
- Collection de presse

Est également accessible en ligne le catalogue de la bibliothèque.

## Pour approfondir